# Ceyda Aktaş
Ceyda Aktaş (Ankara, 18 d'agost de 1994) és una jugadora de voleibol turca. Des de maig de 2016 juga pel Nilüfer Belediyespor de Bursa. Aktaş fa 1,90 m.

## Medalles
Ceydan Aktaş ha participat com a integrant de la selecció nacional turca i ha rebut medalles en aquests torneigs internacionals:

### Equip
- FIVB Campionat del món 2011 U-18: Medalla d'or[2]
- Campionat Europeu de Dones 2011 U-21: Medalla d'or[2]
- Campionat Europeu de Dones 2012 U-21: Medalla d'or[2]
- Lliga Europea de Dones 2014: Medalla d'or
- FIVB Campionat del món 2015 U-23 Medalla d'argent

### Individual
- Millor oponent: Campionat del Món U-20, 2013[3]